# Pustulopora
Pustulopora is een geslacht van mosdiertjes uit de familie van de Pustuloporidae en de orde Cyclostomatida.

## Soorten
- Pustulopora danziensis Brood, 1976
- Pustulopora parasitica (Busk, 1875)

Niet geaccepteerde soorten:
- Pustulopora delicatula Busk, 1875 → Mecynoecia delicatula (Busk, 1875)
- Pustulopora intricaria Busk, 1875 → Diaperoecia intricaria (Busk, 1875)
- Pustulopora proboscidea Milne-Edwards, 1838 → Mecynoecia proboscidea (Milne Edwards, 1838)
- Pustulopora regularis MacGillivray, 1883 → Bientalophora regularis (MacGillivray, 1883)
- Pustulopora zealandica Mantell, 1850 → Attinopora zealandica (Mantell, 1850)